# 疣尾蜥虎
疣尾蜥虎（学名：Hemidactylus frenatus）为壁虎科蜥虎属的爬行动物，又名疣尾蜥虎、橫斑蜥虎、蜥虎、蝎虎，俗名横斑蜥虎。廣泛分布于热带和亞熱帶的南亞與東南亞、華南與台灣中南部、大洋洲。在澳大利亞北部、南部非洲、美國南部、中南美洲的溫暖國家等地為入侵物種；晚上常棲息於屋檐下及墙上，並會發出響亮的叫聲，是一種都市性物種。该物种的模式产地在印度尼西亚爪哇。

## 描述

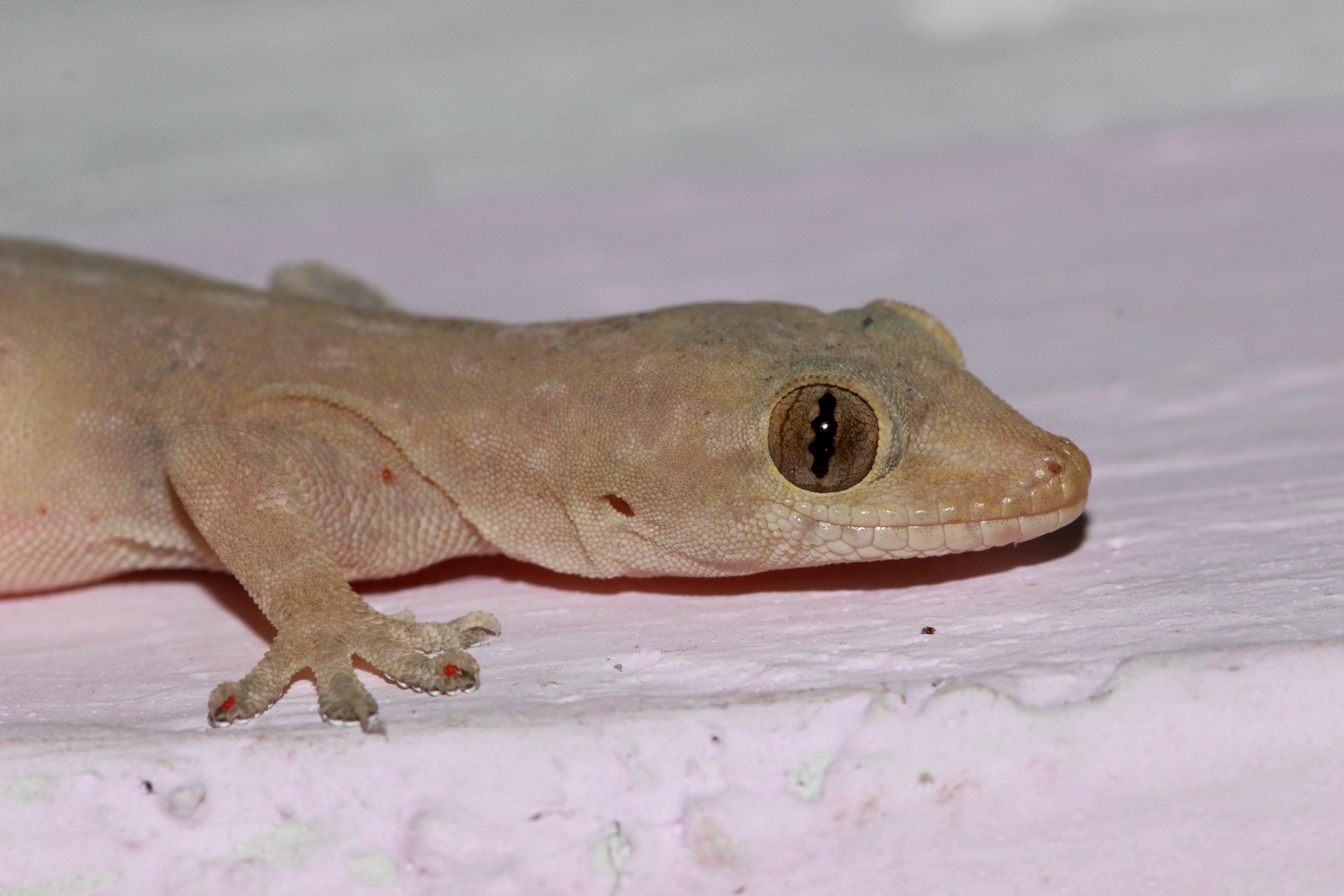
頭部近照

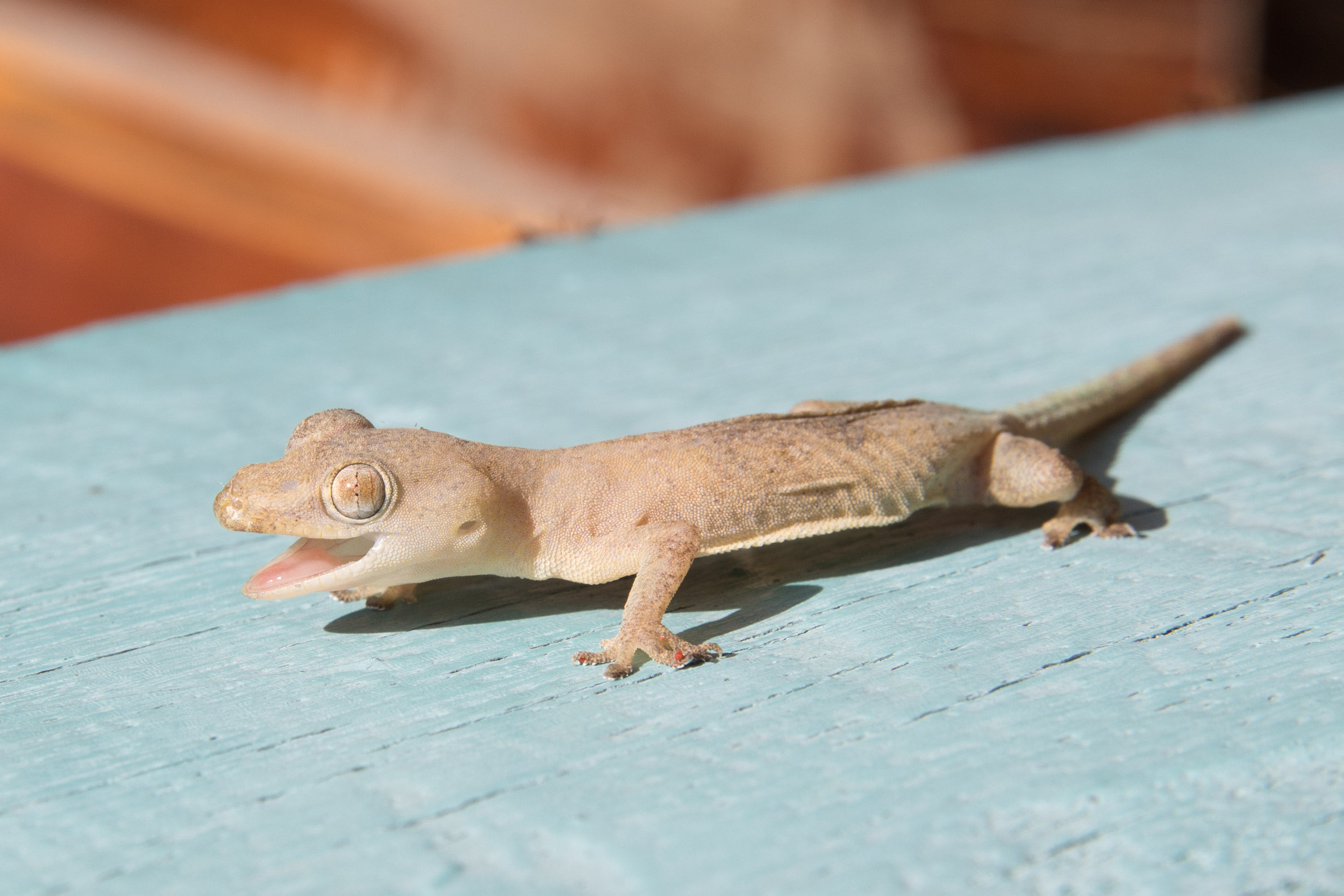
張開嘴巴的疣尾蝎虎, 攝於寮國

疣尾蝎虎體長可達 75—150 mm（3—6英寸），為台灣最常見的一種壁虎。體色為灰褐色或白色，色調深淺會隨環境改變。體表為較細的粒鱗，第一指具爪，後足的趾端下為雙列趾瓣。自吻部開始，有一灰白色或淡褐色寬縱帶，貫穿眼睛延伸至尾巴基部，縱帶旁有大致規則排列的白色尖突狀疣鱗。 尾巴有環狀櫛刺狀鱗片，唯斷尾後再生，即不具此特徵。

## 習性

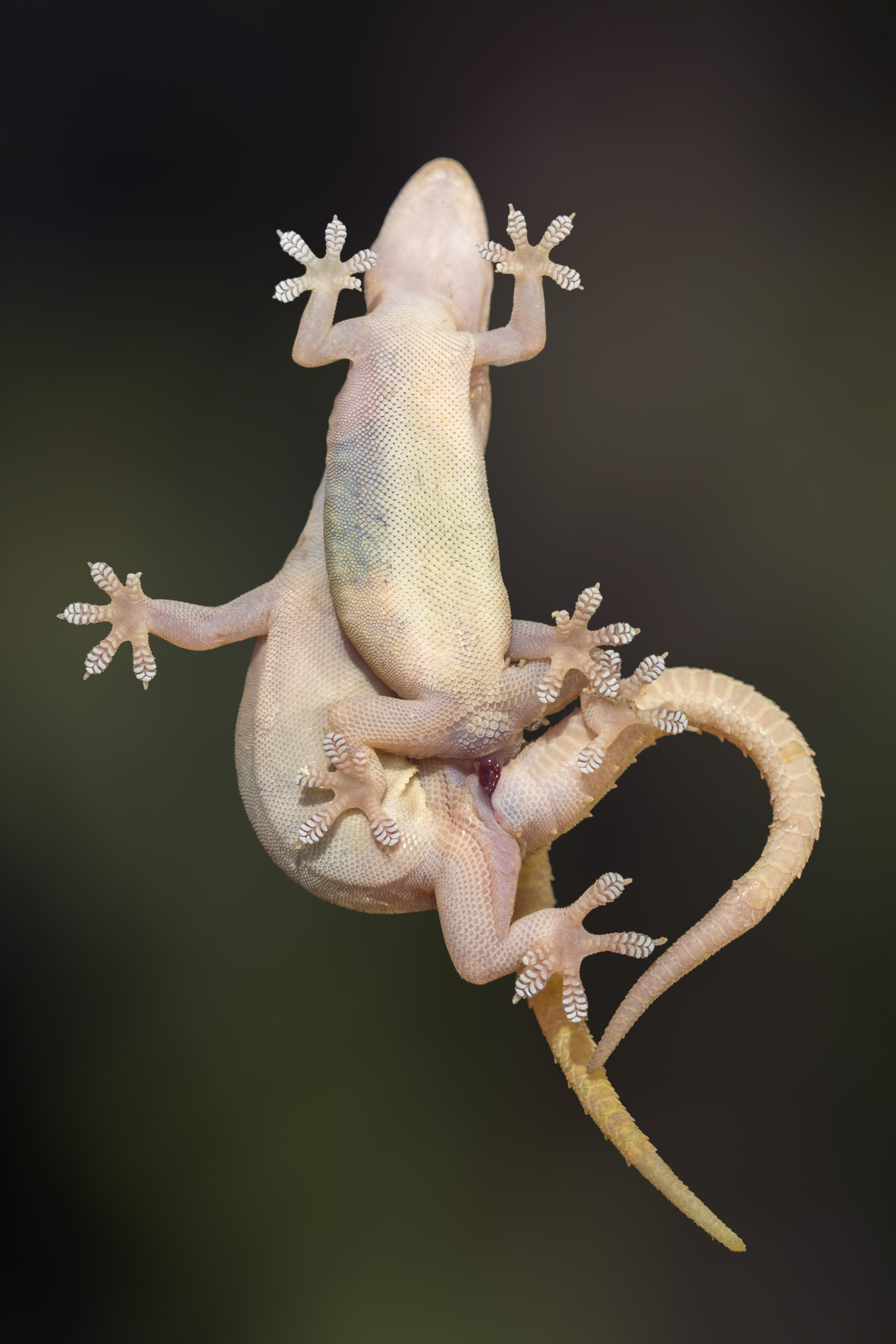
交配中的疣尾蝎虎

夜行性，以昆蟲或小型節肢動物為食，尾巴極易自割，叫聲宏亮，聲音類似人類彈舌時「噠-噠-噠」的間隔狀單音，每次會產下2顆不相黏的鈣質卵。在很多地區，冬季為了抵禦寒冷，它們會進入休眠狀態。壽命大約5年。
這些小壁虎是無毒的，對人類無致命威脅。中型到大型壁虎可能會咬人，但只會有輕微刺痛，不會穿破皮膚。

## 棲地
活動範圍靠近住家房舍，常可以看到它們攀爬房屋牆壁，尋找被燈光吸引的昆蟲。

## 分佈
疣尾蝎虎原產於南亞和東南亞，與許多其他種類的壁虎共存。 由於貿易運輸，已傳播至世界各地，並在野外建立族群。
目前疣尾蝎虎可在東亞的沿海地區（包括日本）、澳大利亞、太平洋島嶼、印度洋群島（包括毛里求斯，馬達加斯加和馬爾代夫）、北美洲、南美洲、非洲、中東和加勒比群島，發現其蹤跡。
臺灣主要分布於中南部1000公尺以下之低海拔地區。

## 疣尾蝎虎的圈養
疣尾蝎虎可以作為寵物飼養在生態缸中，需使用乾淨的基質，並有熱源和隱藏的地方供其調節體溫，如果於氣候乾燥地區，尚須有有加濕器和植物系統為其增加濕度。
疣尾蝎虎常粘附在垂直表面，或甚至物體底面上休息。所以在飼養的玻璃容器中，它們大部分靜止在缸壁或頂蓋，而不是在缸中物體的表面，因此很不容易觀賞。
疣尾蝎虎也常被用作一些蛇的食物來源。

## 保护
本种于2023年被收录入《有重要生态、科学、社会价值的陆生野生动物名录》。

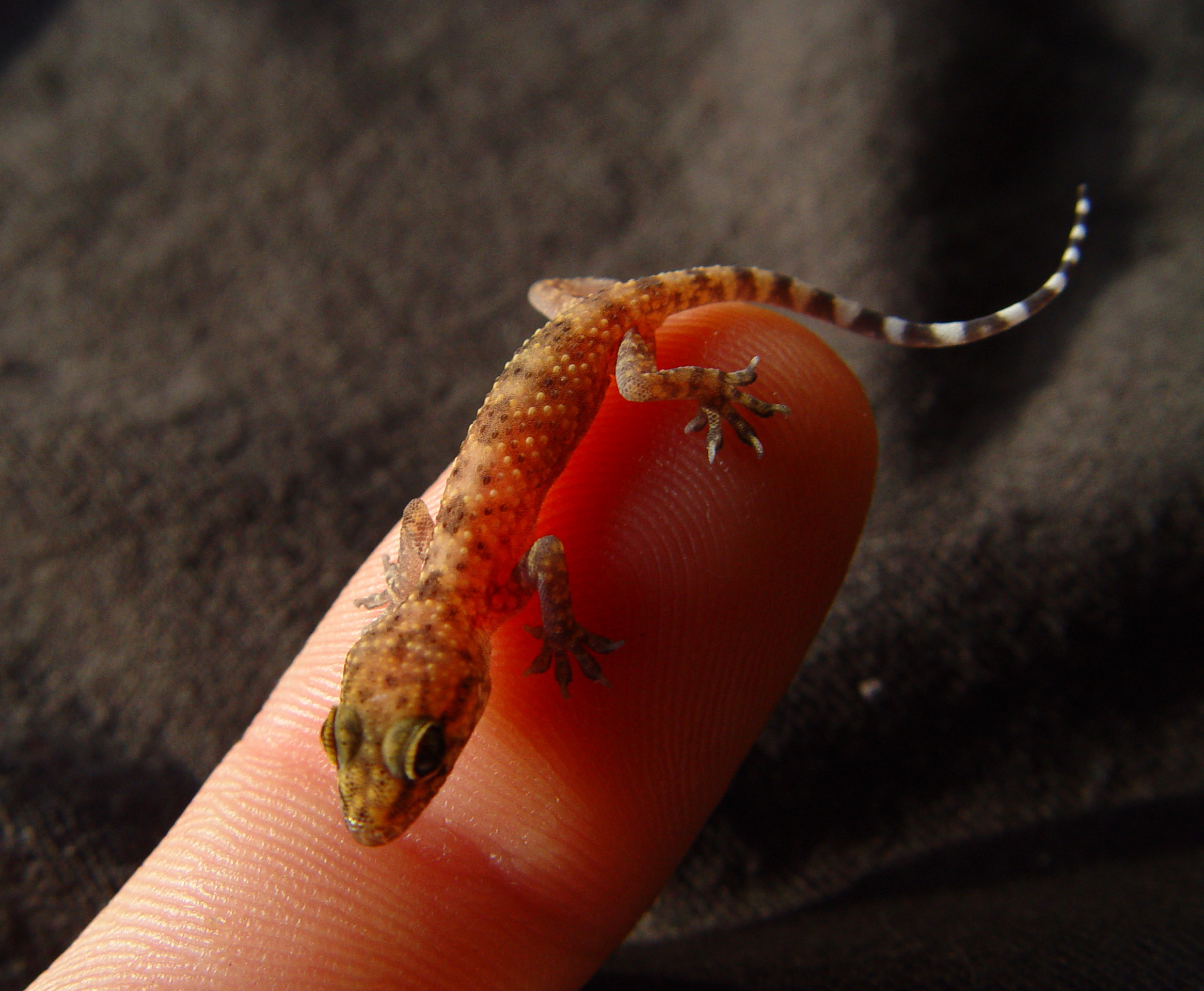
Hemidactylus frenatus（幼體）